# 小型船舶教習所
小型船舶教習所（こがたせんぱくきょうしゅうじょ、Marine School）は、小型船舶の操縦に関する航路交通法規と操縦の技術を教習させる施設である。船舶職員及び小型船舶操縦者法上は小型船舶教習所が正しいが、「～海技学院」「～マリンスクール」「～マリーナ」などと名乗っている事が多い

## 区分
- 登録小型船舶教習所（平成16年以前は指定小型船舶教習所） - 教習修了生に国家試験免除で小型船舶操縦士免許を発行できる教習所。コースの広さや教習内容に規定があり一定の時限数の学科教習及び実技教習を受講しなければ教習修了とならない。国家試験免除ではあるが、国家試験同様の学科修了試験及び実技修了試験において一定の合格点（学科：65点/100点以上、実技70点/100点）を出さないと合格とはならない。
登録小型船舶教習所の教習修了生は、登録小型船舶教習所が発行した修了証明等申請書類の内容を（一財）日本海洋レジャー安全・振興協会が審査し、審査基準を満たしていれば、試験総合合格となる。
- 登録外小型船舶教習所 -一般的にはボートスクールと呼ぶことが多い。（一財）日本海洋レジャー安全・振興協会が国土交通省より指定を受け、小型船舶操縦士国家試験の実施や小型船舶操縦免許証の更新・失効再交付講習の実施を行うが、その協会が行う国家試験や更新・失効再交付講習の受験者及び受講者の募集を、登録外小型船舶教習所が直接行う。
上記の登録小型船舶教習所と同じく小型船舶操縦士の国家試験受験者に対し、募集を募った後に学科と実技の教習を、独自のカリキュラムで実施し受験者が（一財）日本海洋レジャー安全・振興協会の実施する小型船舶操縦士国家試験に総合合格し、その資格が取得できるように教習を行うところである。